# 47162 Chicomendez
47162 Chicomendez este un asteroid din centura principală de asteroizi.

## Descriere
47162 Chicomendez este un asteroid din centura principală de asteroizi. A fost descoperit pe 2 octombrie 1999 la Monte Agliale de Matteo Santangelo. Asteroidul prezintă o orbită caracterizată de o semiaxă mare de 2,23 ua, o excentricitate de 0,10 și o înclinație de 6,5° în raport cu ecliptica.